# Thasos (mytologie)
Thasos (latinsky Thassos) je v řecké mytologii synem sídonského krále Agénora a jeho manželky Télefassy.
Jeho sourozenci byli:
- Európa, milenka nejvyššího boha Dia
- Kadmos - thébský král
- Foiníx - foinický král
- Fíneus - thrácký král
- Kilix - král v Kilikii

Když Zeus unesl jeho sestru Európu, vydal se ji hledat se svými bratry. Hledání však postupně všichni bratři vzdali, usadili se ve vzdálených krajích a stali se tam králi.
Thasos nejprve v Olympii zasvětil sochu bohům, pak se dostal na ostrov Thasos, postupně ho osídlil. Objevil tam bohaté zlaté doly, ze kterých těžil.